# Priapella
Priapella is een genus uit het zuidoosten van Mexico met straalvinnige uit de familie levendbarende tandkarpers. Het is een nog niet echt bekende geslacht (genus) in aquaria. Wel bekend is dat Priapella een zustergenus van Xiphophorus is. Dit betekent dat ze een gezamenlijke voorouder hebben.

## Leden vanPriapella
- Priapella bonita (Meek, 1904)
- Priapella chamulae Schartl, Meyer & Wilde, 2006
- Priapella compressa Álvarez, 1948
- Priapella intermedia Álvarez & Carranza, 1952
- Priapella lacandonae Meyer, Schories & Schartl, 2011
- Priapella olmecae Meyer & Perez, 1990 (Olmeken Blauwoogje)
- Priapella suchilapan
- Priapella villanueva